# Seneca One Tower
Seneca One Tower es un rascacielos de 40 pisos y 161 metros de altura ubicado en el centro de Búfalo, Nueva York. El edificio se conocía anteriormente como One HSBC Center (1999–2013) y Marine Midland Center (1972–1999). Fue construido entre 1969 y 1974, siendo un ejemplo de arquitectura moderna. El diseño del edificio es similar al del 33 South Sixth en Mineápolis. El arquitecto principal fue Marc Goldstein, que trabajba para Skidmore Owings & Merrill. Se extiende por el extremo sur de Main Street, bajo el cual pasa el Tren Ligero de Búfalo.

## Historia
Se completó en 1972. Los interiores fueron diseñados por Davis Allen y Margo Grant Walsh y fueron terminados en 1974.
Fue la sede mundial de Marine Midland hasta 1998, y sirvió como sede de HSBC USA hasta 1999, cuando trasladó su sede estadounidense a Nueva York.
Seneca One Tower es el edificio de oficinas más alto (de propiedad privada) fuera de la ciudad de Nueva York en el estado de Nueva York. El edificio de propiedad pública más alto fuera de Nueva York es Erastus Corning Tower en Albany, Nueva York.
El 5 de diciembre de 2012, HSBC Bank USA anunció que desalojaría el espacio que alquiló en la torre para cuando su contrato expirara en octubre de 2013. Junto con la salida de Phillips Lytle LLP y el reciente cierre del Consulado de Canadá, la torre estaba vacía en un 90 por ciento en 2014.
En agosto de 2016, se anunció que Douglas Development, con sede en Washington D. C., comprará la torre One Seneca.
El 29 de septiembre de 2016, Buffalo Business First informó que Douglas Jemal de Washington D. C. había completado la compra de One Seneca Tower y una rampa de estacionamiento adyacente con planes para remodelar la torre y la plaza en un complejo de uso mixto que incluye tiendas, restaurantes y hoteles. , componentes de oficinas y departamentos.
En junio de 2019, M&T Bank anunció que ocuparía 15 de los pisos de la torre como el "centro tecnológico" del banco.
El edificio obtuvo un esquema de pintura de terracota y bronce en 2020.
En 2020 se comenzaron a ocupar las nuevas viviendas.